# Petaurus norfolcensis
Pour les articles homonymes, voir Phalanger et Phalanger (homonymie).
Espèce
Répartition géographique
Statut de conservation UICN

 LC  : Préoccupation mineure
Le phalanger de Norfolk (Petaurus norfolcensis ; en anglais : Squirrel Glider) est un opossum volant de la famille des Petauridae.

Il appartient au genre Petaurus, ces marsupiaux sont souvent qualifié à tort d'écureuils volants, à cause d'une ressemblance relevant de la convergence évolutive.

## Description
Il est à peu près deux fois plus gros que le phalanger volant (Petaurus breviceps). Il peut peser entre 190 et 300 grammes.
On distingue deux groupes génétiques : les populations du Sud et celles côtières du Nord.

## Habitat, répartition
Son aire de répartition s'étend de Bordertown près de la frontière entre l'Australie-Méridionale et le Victoria jusqu'au nord du Queensland.
Les populations du Sud vivent dans les forêts et les bois sclérophylles (secs) du sud-est de l'Australie ainsi que dans les bois de la Cordillère australienne.
Les populations côtières du Nord se retrouvent dans les forêts et bois sclérophylles le long de la bande côtière de l'Est de l'Australie.

## Comportement
Cet écureuil peut se laisser planer d'arbre en arbre sur une quinzaine de mètres.
Il dort dans un trou d'arbre tapissé de feuilles.

Il vit généralement en groupes de 1 mâle, 2 femelles et leurs petits.

## Alimentation
Il se nourrit essentiellement de fruits et d'insectes.

## État des populations, pressions menaces
Il a fortement régressé en raison de la destruction ou fragmentation de son habitat
On l'a même cru éteint en Australie-Méridionale à partir de 1939, jusqu'à ce que des tests génétiques confirment récemment une présence relictuelle dans la région. [5]

Dans le Sud-Est de l'Australie, dans une zone fertile où l'agriculture a remplacé la forêt, on a constaté que cet écureuil volant  était beaucoup plus actif et présent dans les ripisylves, les haies-corridors (qui sont parfois des bandes résiduelles d'anciennes forêts, conservées le long des routes) que dans la mosaïque de boisements relictuels fragmentés et isolés (le taux de natalité était de 1,9 jeune par femelle adulte et par an, pour une densité d'individus de 0.95 à 1.54 individus par hectare, soit une densité égale ou supérieure à celle enregistrée dans les forêts. En dépit d'une population apparemment stable, la viabilité à long terme de l'espèce dans cet habitat de substitution n'est pas assurée en raison d'un manque de nourriture, d'un habitat étroit et facilement fragmenté ou dégradé.

Il reste à vérifier qu'il n'y est pas en situation de piège écologique

## Captivité
Il ne plane pas en captivité.

## Galerie

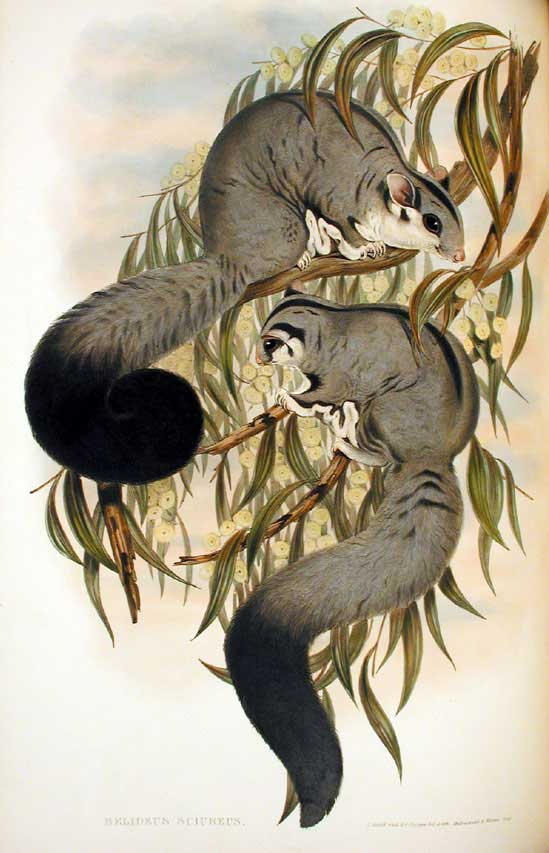
planche zoologique de John Gould.